# Diploptera nigrescens
Diploptera nigrescens är en kackerlacksart som beskrevs av Tokuichi Shiraki 1931. Diploptera nigrescens ingår i släktet Diploptera och familjen jättekackerlackor.
Artens utbredningsområde är Taiwan. Inga underarter finns listade i Catalogue of Life.